# Rivière Serpent (rivière Gens de Terre)
Pour les articles homonymes, voir Serpent (homonymie).
La rivière Serpent est un affluent de la rivière Gens de Terre, coulant au nord du fleuve Saint-Laurent, dans les territoires non organisés de Lac-Pythonga (cantons de Champagne, de Bourbonnais et de Limousine) et Cascades-Malignes (canton de Mitchell), dans la municipalité régionale de comté (MRC) de La Vallée-de-la-Gatineau, dans la région administrative de l’Outaouais, au Québec, au Canada.
Ce cours d’eau coule entièrement dans une petite vallée en zone forestière, sans villégiature. Une route forestière longe plus ou moins la partie inférieure de la rivière.
La surface de la rivière Serpent est généralement gelée du début décembre jusqu’en début avril.

## Géographie
La rivière Serpent prend sa source à l’embouchure d’un lac du Cahot (longueur : 0,2 km ; altitude : 403 m), dans le territoire non organisé de Lac-Lenôtre. Ce lac est situé au nord-est du réservoir Cabonga, au nord du réservoir Baskatong et au sud-est du réservoir Gouin.
L’embouchure du lac de tête est située à 25,4 km à l'ouest de la confluence de la Rivière Serpent, à 83,8 km au nord-ouest du centre du village de Mont-Laurier, et à 75,3 km au nord-ouest du centre-ville de Maniwaki.
À partir de l’embouchure du lac du Cahot, la rivière Serpent coule sur 60,5 km, selon les segments suivants :
Cours supérieur de la rivière (segment de 21,1 km)
- 4,4 km vers le sud en traversant le lac des Sandres, le lac du Galon, puis le lac Milly (longueur : 1,0 km ; altitude : 390 m) sur sa pleine longueur, jusqu’à limite du canton de Bourbonnais ;
- 5,0 km vers le sud-est en formant une courbe vers le nord-est et en recueillant la décharge de lacs Bâfre, Pawsey et Ada, jusqu’à la rive nord du Petit lac Bark ;
- 3,2 km vers le sud-ouest en traversant le Petit lac Bark (longueur : 3,5 km ; altitude : 360 m) sur sa pleine longueur, jusqu’à son embouchure ;
- 8,5 km vers le sud-est, le sud-ouest, le sud, en traversant le lac des Fourches (longueur : 0,6 km ; altitude : 291 m) sur 0,5 km, jusqu’à la limite du canton de Limousin ;

Cours inférieur de la rivière (segment de 39,4 km)
- 9,2 km vers le sud-est dans le canton de Limousin, en traversant le lac Serpent (longueur : 1,2 km ; altitude : 241 m) sur sa pleine longueur, jusqu’à l’embouchure du lac Serpent ;
- 10,4 km vers le nord-est, en serpentant jusqu’à la limite du canton de Mitchell ;
- 6,2 km vers le nord-est dans le canton de Mitchell, en serpentant jusqu’à une route forestière ;
- 6,3 km (ou 2,6 km en ligne directe) vers le nord, en serpentant jusqu’au lac Baïoque ;
- 7,3 km (ou 3,4 km en ligne directe) vers l’est, en serpentant jusqu’à la confluence de la rivière[2].

La rivière Serpent se déverse dans un coude de rivière sur la rive sud-ouest de la rivière Gens de Terre. Cette confluence est située à :
- 3,9 km au nord-ouest de la baie Gens de Terre située à l'ouest du réservoir Baskatong ;
- 161 km au nord du centre-ville de Gatineau ;
- 59 km au nord-ouest du centre-ville de Mont-Laurier.

## Toponymie
Le toponyme rivière Serpent a été officialisé le 5 décembre 1968 à la Commission de toponymie du Québec.